# Elecciones generales de Jersey de 2022
Las elecciones generales de Jersey de 2022 se realizaron en la mencionada dependencia el 22 de junio del mismo año.

## Sistema electoral
Los 49 miembros de Asamblea de los Estados son elegidos, por primera vez en esta elección, por dos métodos:
- 37 miembros elegidos por votación popular en 9 distritos por voto en bloque

- 12 alguaciles, uno por cada una de las parroquias

Anteriormente (antes de 2018), los 49 miembros de la Asamblea de los Estados era elegida por 3 métodos:
- 29 miembros elegidos por votación popular en 18 distritos por voto en bloque

- 12 alguaciles, uno por cada una de las parroquias

- 8 senadores elegidos en la isla como distrito único con el voto en bloque

## Resultados
|  | 66.8 % |

|  | 12.3 % |

|  | 4.1 % |

|  | 9.2 % |

|  | 4.2 % |

|  | 96.1 % |

|  | 3.9 % |

|  | 0 % |

|  | 0 % |